# Luaty Beirão
Henrique Luaty da Silva Beirão, também conhecido como Brigadeiro Mata Frakuzx e Ikonoklasta (Luanda, 19 de novembro de 1981), é um rapper, activista e engenheiro luso-angolano, conhecido pelo seu activismo em prol da liberdade de expressão, democracia e luta anti-corrupção.
É licenciado em gestão económica e em engenharia eletrónica.

## Biografia
É filho de João Beirão, descendente de aveirenses, que era filiado no Movimento Popular de Libertação de Angola (MPLA) e director geral da Fundação José Eduardo dos Santos até à sua morte em 2006, e; de Ana Paula Silva, que foi vocalista da banda Os Jovens e 2ª Classificada no concurso de Miss Angola 1970.
Foi casado com Mónica Almeida.

## Vida e trabalho
Entrou no mundo do hip-hop em 1994. Faz igualmente serviços de tradução e filantropia.
É licenciado em engenharia electrotécnica pela Universidade de Plimude, no Reino Unido, e em gestão económica pela Universidade de Mompilher, na França.

### Activismo político
Entra em greve de fome após detido em prisão preventiva, decidindo cessar voluntariamente a alimentação como forma de protesto político. As detenções que aconteceram a 20 de junho de 2015, com um grupo de 14 – entre os quais Luaty – que tinham-se juntado para discutir o livro: “Ferramentas para destruir o ditador e evitar nova ditadura — Filosofia política da libertação para Angola”, escrito pelo jornalista Domingos Cruz, também ele detido, e que circula apenas de forma clandestina. A obra é inspirada no autor Gene Sharp, “Da Ditadura à Democracia - Uma Estrutura Conceptual para a Libertação” (1993), obra conhecida por promover o uso da ação não-violenta em conflitos ao redor do mundo.
Seriam depois formalmente acusados, a 16 de setembro, de prepararem uma rebelião e um atentado contra José Eduardo dos Santos.
A 22 de Outubro do mesmo ano, sempre em greve de fome e estando numa clínica da capital (Luanda), Luaty recebe a visita do embaixador de Portugal em Angola, João da Câmara, para uma breve reunião com o mesmo.
Depois da reunião, João Da Câmara sai daquela unidade sem prestar qualquer tipo de declaração.
Depois, em 26 do mesmo mês, dia em que completou 36 dias em greve de fome, anuncia através de carta enviada à redacção do Rede Angola pela sua sua família que termina a referida greve.
Após o seu julgamento, em 28 de Março de 2016, Luaty foi condenado e cumpriria cinco anos e seis meses de prisão.

### Libertação
Na tarde do dia 29 de Junho de 2016, Luaty e seus companheiros Lwenapithekus Samussuku, José Gomes Hata, Arante Kivuvu, Sedrick de Carvalho, Nelson Dibango, Inocêncio de Brito e outros foram libertos pelo Tribunal Supremo de Angola e passa então a usufruir de sua liberdade ainda condicionada.
A notícia se espalhou rapidamente pelas redes sociais e se tornou matéria principal nos meios de comunicação de massa de Angola, África e de algumas TVs e Rádios da Europa e América.

## Ligações Externas
- Luaty beirão na FLIP - Feira Literária Internacional de Paraty

- Luaty Beirão: Isabel dos Santos não está preparada...